# Cyrtopholis innocua
Cyrtopholis innocua là một loài nhện trong họ Theraphosidae.
Loài này thuộc chi Cyrtopholis. Cyrtopholis innocua được miêu tả năm 1871 bởi Ausserer.